# Palazzo Marino

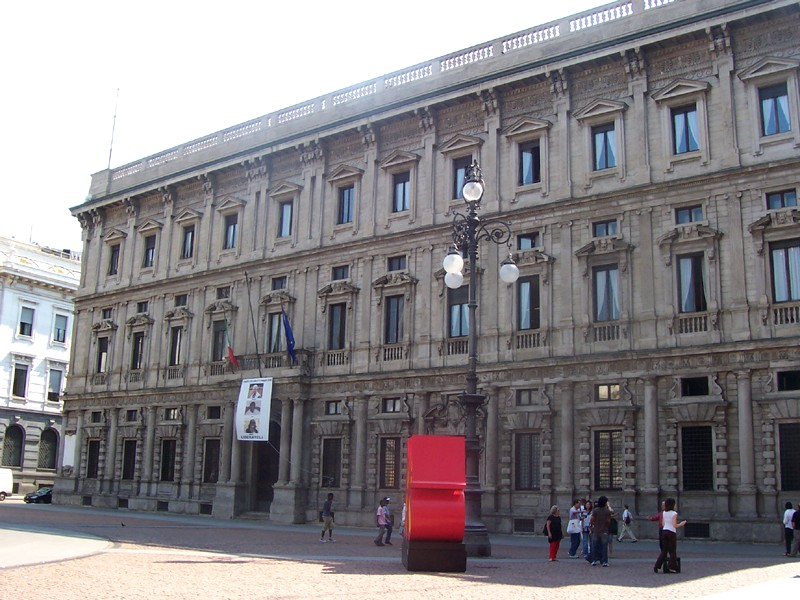
A Palazzo Marino főhomlokzata

A Palazzo Marino egy palota Milánóban, a Piazza della Scalán, szemközt a La Scala operaházzal.

## Története
A késő reneszánsz épületben a városháza székel. Nevét Tomaso Marino genovai kereskedő után kapta, aki 1553-ban parancsot adott építésére. Az épület nagy része Galeazzo Alessi tervei alapján 1558-ra készült el. Többször is gazdát cserélt, egy ideig a Habsburg-ház birtokában is volt. Luca Bertrami 1888 és 1890 között fejezte be az épületet. A palota fő látnivalója a földszinten található gazdagon díszített és stukkózott Alessi-terem. A négyzet alakú, háromszintű palotát féloszlopok és falsávok (lizénák) tagolják.